# 74100
74100 è il nono album di inediti della cantante pop italiana Mietta, pubblicato il 22 maggio 2006 dall'etichetta discografica Ambra Music e distribuito dalla Sony BMG. Il titolo 74100 non è altro che il codice di avviamento postale di Taranto, città natale dell'artista.

## Descrizione
Uscito dopo tre anni dal precedente lavoro, il disco contiene quattro brani scritti dalla stessa Mietta. Gli altri brani selezionati sono stati composti per lei da altri autori come Simone Cristicchi, Mario Venuti, Neffa, Kaballà, Giuseppe Anastasi, Emiliano Cecere, Mariella Nava, Valeria Rossi, Valentina Ducros e Francesca Touré; la quasi totalità dei brani ha come argomento le storie d'amore, districandosi tra ritmi pop, rock e soul.
Nell'album sono contenuti i singoli Bugiarda, uscito nell'estate 2005 e in questa occasione reincisa in chiave pop rock, e Il fiore, il cui videoclip, girato da Gaetano Morbioli, ha come protagonista la cantante crocifissa.
Il disco, prodotto e arrangiato da Fabio Massimo Colasanti, si avvale anche della collaborazione di autori stranieri tra cui Dee Kay e Martin Briley.

## Tracce
CD (Ambra 82876848192 (Sony BMG)
1. Il fiore (Emiliano Cecere) - 3:43
2. Io ti ho perso (Martin Briley, Giuseppe Anastasi) - 4:09
3. Resta qui (Neffa, Fabio Valdemarin) - 3:55
4. Senza di te (Simone Cristicchi, Davide Pettirossi) - 3:30
5. Inequivocabile (Martin Briley) - 3:49
6. Bugiarda (Dee Kay, Francesca Touré, Marco Ciappelli, Mietta) - 3:25
7. Hai vent'anni (Valeria Rossi, Liliana Richter) - 4:37
8. Così distanti (Mariella Nava) - 4:22
9. Dare e avere (Mario Venuti e Kaballà) - 3:54
10. Dopo di me (Lorenzo Capelli, Valentina Ducros) - 4:09
11. Vorrei vederti felice (Mietta, Fabio Massimo Colasanti) - 1:58

## Formazione
- Mietta – voce
- Roberto Gallinelli – basso
- Arturo Valiante – pianoforte, tastiera
- Cristiano Micalizzi – batteria
- Valentina Ducros – cori

## Classifiche
| Classifica | Posizione |
| ---------- | --------- |
| Italia     | 37        |